# Hubert Gregg
Hubert Gregg (14 de julio de 1914 – 29 de marzo de 2004) fue un presentador de la BBC, escritor y actor teatral y cinematográfico de nacionalidad británica. Hacia el final de su vida era probablemente más conocido por sus shows de BBC Radio 2 A Square Deal y Thanks For The Memory. 

## Biografía
Nacido en el barrio de Islington, en Londres, Inglaterra, su nombre completo era Hubert Robert Harry Gregg. En sus inicios también fue novelista, director teatral y compositor de canciones. A partir de la década de 1930 trabajó para la BBC, escribiendo el éxito de 1943 "I'm Going To Get Lit Up When The Lights Go On In London". Viendo volar a los V1 alemanes sobre Londres, Gregg compuso la canción "Maybe It's Because I'm A Londoner", la cual se convirtió en un éxito y en himno popular de Londres en 1947.
Gregg hablaba el alemán con soltura, y durante la Segunda Guerra Mundial trabajó para el servicio en alemán de la BBC, con tan buenos resultados que Joseph Goebbels asumió que el locutor era un traidor alemán.
En total se casó tres veces. Su primera esposa fue la estrella de la comedia musical Zoe Gail, con la que tuvo una hija, la actriz y escritora Stacey Gregg. Su segundo matrimonio fue con la actriz y cantante Patricia Kirkwood.
Hubert Gregg falleció en 2004, a los 89 años de edad, en Eastbourne, Inglaterra.
Por su trayectoria artística, había sido nombrado miembro de la Orden del Imperio Británico.

## Selección de su filmografía
- Sangre, sudor y lágrimas (1942)
- 29 Acacia Avenue (1945)
- The Root of All Evil (1947)
- Landfall (1949)
- The Story of Robin Hood and his Merrie Men (1952)
- Final Appointment (1954)
- The Maggie (1954)
- Svengali (1954)
- Doctor at Sea (1955)
- Room in the House (1955)
- Simon and Laura (1955)
- Stars in Your Eyes (1956)